# Celos (canción de Fanny Lu)
«Celos» es  una canción de la cantante colombiana Fanny Lu, de su segundo álbum de estudio Dos. Fue lanzada a inicios del año 2009 en gran parte de Latinoamérica y Europa.
Es una nueva versión de la original interpretada por Daniela Romo.

## Videoclip musical
El videoclip oficial muestra a Fanny Lu buscando a su pareja y al no encontrarlo se desespera y empieza a coger a uno por uno para ver si esa persona es su pareja, Fanny empieza a mirar cada parte de la ciudad e incluso en esta ocasión Fanny Lu es más grande que todo su alrededor y por lo tanto tira los carros de manera cómica. El remix de la canción cuenta con la colaboración de J-King & Maximan, el sonido de la canción es muy movido donde Fanny descubre a su pareja con otra mujer y cita a los cantantes de reguetón al estudio y ahí empiezan a grabar la canción intercalando las voces y por supuesto la letra de la canción cambió.

## Listas
Al segundo día de haber sido publicada la canción inmediatamente debutó en la posición número uno en Colombia y en las 40 principales llegó a ser un éxito siendo la canción más pedida en la radio; como también en la página YouTube el video ha tenido más de un millón de vistas.

## Rankings
| País           | Charts (2009)            | Máxima Posición |
| -------------- | ------------------------ | --------------- |
| Perú           | Top 20 Ranking           | 1               |
| Perú           | Top 100 Ranking del 2009 | 26              |
| Colombia       | Top 10 Semanal           | 1               |
| Colombia       | Top 100 del 2009         | 1               |
| México         | Los 40 principales       | 2               |
| México         | Los 10 Primeros          | 1               |
| Ecuador        | Top 100 del 2009         | 1               |
| Estados Unidos | Top 100 Songs            | 1               |
| Chile          | Top 100                  | 7               |

## Opinión
Según la cantante colombiana Fanny Lu en sus preferencias gusta más del video Remix con los cantantes de reguetón J-King y Maximan, debido a que es más alegre y con un ritmo y letra muy pegadizo, además siente que es más escuchado en versión remix que la canción en sentido normal; pero Fanny dice que no se identifica con la canción puesto que está muy bien soltera y por lo tanto no siente celos de ningún hombre[cita requerida].
- Datos: Q5058423